# 空対空爆撃

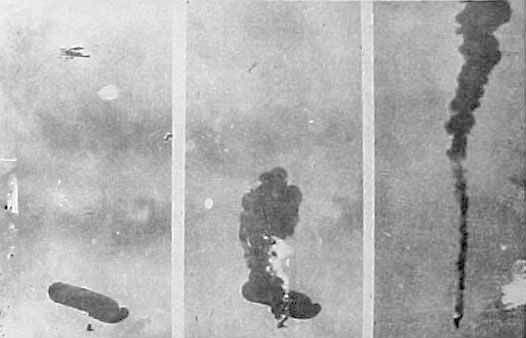
第一次世界大戦中、空対空爆撃を受けて炎上墜落するドイツ軍の係留気球。

空対空爆撃（くうたいくうばくげき）とは、空中戦の戦法の一。飛行中の敵の航空機に対し、さらにその上方の航空機より爆弾を投下して攻撃する戦闘手段である。

## 歴史

### 第一次世界大戦

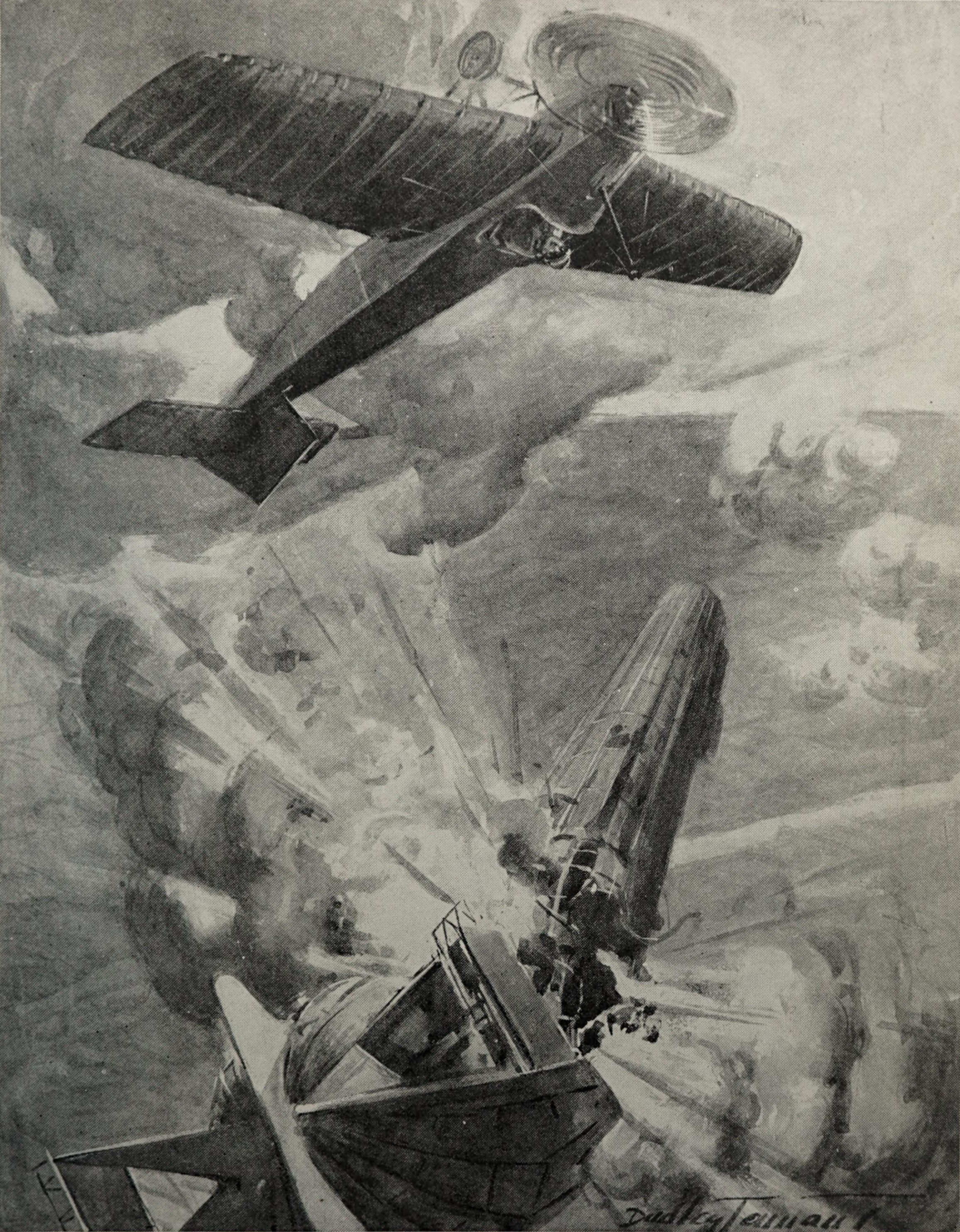
ツェッペリン飛行船「LZ37」に対する空対空爆撃を描いたイラスト。史上初のツェッペリン飛行船撃墜。

第一次世界大戦では、係留気球や飛行船を攻撃する手段の一つとして、空対空爆撃が使用された。大戦初期の段階において軍用飛行機は発展途上であり、ドイツ軍が戦略爆撃に使用したツェッペリン飛行船を撃墜するのは困難だった。そこでイギリス軍などは爆弾により飛行船を撃墜することを試みている。イギリス海軍航空隊のレジナルド・ワーンフォード（en:Reginald Alexander John Warneford）は、機関銃によるドイツ飛行船「LZ39」の撃墜に失敗した後、1915年6月7日に今度は空対空爆撃によりドイツ飛行船「LZ37」を攻撃し、撃墜に成功した。この「LZ37」迎撃は史上初のツェッペリン飛行船撃墜例となり、ワーンフォードはヴィクトリア十字勲章を授与された。

### 第二次世界大戦
第二次世界大戦においては、連合国軍の重爆撃機に対抗する手段などとして、枢軸国側で使用された。編隊を組んで飛行する爆撃機を一網打尽にするために、多数の子爆弾を収納したクラスター爆弾式の時限信管付き爆弾も開発された。
ドイツ空軍では、1943年にハインツ・クノーケ中尉が、同僚の発案した空対空爆撃を実行し、B-17爆撃機の撃墜に成功した。この戦訓に基づき、空対空爆撃は一部の部隊で使用された。ただし、後には自由落下爆弾ではなく、空対空ロケット弾であるR4Mが開発されて使用された。
日本では陸海軍が共同開発したタ弾及び、海軍が独自に開発した九九式三号爆弾などを使用し空対空爆撃を行なった。ドイツ軍同様のロケット弾型も開発された。しかし、いずれも時限爆発のタイミングを合わせることや、B-29爆撃機のような高空性能が優れた敵機を相手にしなければならなかったことから、戦果を挙げるのは難しかった。それでも一部には岩本徹三の戦歴のように、空対空爆撃で大きな戦果を挙げたと称する記録も残っている。

### その後
第二次世界大戦後は、航空機関砲より大威力である空対空ロケット弾や空対空ミサイルといった推進式のロケット・ミサイルが広まったため、自由落下爆弾による空対空爆撃は行われなくなった。
特殊な例外として、湾岸戦争中の1991年に、アメリカ空軍のF-15Eが、レーザー誘導爆弾GBU-10を使って、ホバリング飛行中のイラク軍ヘリコプターを攻撃したことがある。直撃はしなかったものの至近弾となり、Mi-24戦闘ヘリコプターらしき1機が墜落した。

## 関連文献
- ハインツ・クノーケ（著）、梅本弘（訳） 『空対空爆撃戦隊』 大日本絵画、1992年。